# Colnarji
Colnarji – wieś w Słowenii, w gminie Kostel. W 2018 roku liczyła 13 mieszkańców.